# Milichus rhodesianus
Milichus rhodesianus är en skalbaggsart som beskrevs av Louis Albert Péringuey 1904. Milichus rhodesianus ingår i släktet Milichus och familjen bladhorningar. Inga underarter finns listade i Catalogue of Life.